# Laura Ingraham
Laura Ingraham   (Glastonbury, 19 de juny de 1963) és una presentadora de televisió estatunidenca conservadora. Ingraham havia sigut la presentadora del programa de ràdio The Laura Ingraham Show durant gairebé dues dècades, és l'editora en cap de LifeZette i des de l'octubre de 2017 ha presentat el programa The Ingraham Angle a Fox News Channel.
Ingraham va treballar com a escriptora de discurs a l'administració Reagan a finals dels anys 1980. Després va obtenir el Juris Doctor i va anar a treballar com a assistent judicial al Segon Circuit del Tribunal d'Apel·lacions a Nova York i després pel jutge del Tribunal Suprem dels Estats Units Clarence Thomas. També va treballar per un bufet d'advocats a la ciutat de Nova York. Va començar la seva carrera mediàtica a mitjan anys 1990.

## Infantesa
Es va criar a Glastonbury (Connecticut), on va néixer essent filla d'Anne Caroline (Kozak de soltera) i James Frederick Ingraham III. Els seus avis materns eren immigrants polonesos i el seu pare tenia ascendència irlandesa i anglesa. Es va graduar de l'institut de Glastonbury el 1981.
El 1985 es va graduar de la Universitat de Dartmouth. El 1991 va obtenir un Juris Doctor de la Universitat de Virgínia.

## Carrera

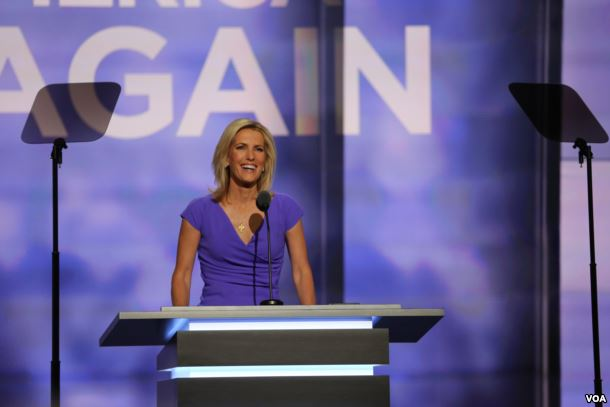
Ingraham parlant a la Convenció Nacional Republicana de 2016.

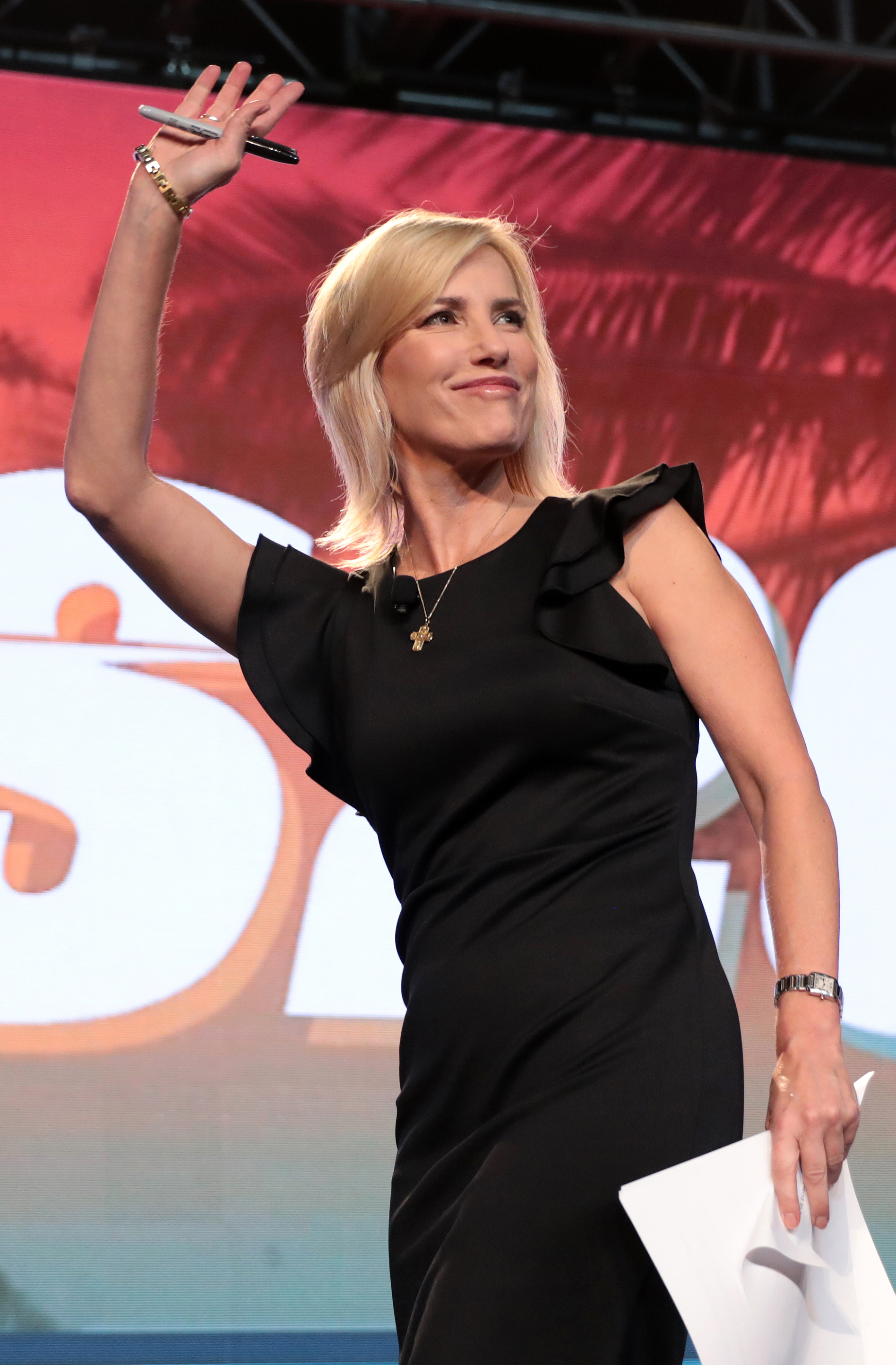
Ingraham en una conferència política el desembre de 2018.

A finals dels anys 1980 va treballar com a escriptora de discursos a l'administració Reagan per l'assessor de política domèstica. També va ser breument editora de The Prospect, una revista publicada per Concerned Alumni of Princeton. Després d'estudiar dret, el 1991, va ser assistent judicial del jutge Ralph K. Winter Jr., del Segon Circuit del Tribunal d'Apel·lacions dels Estats Units, a Nova York i després del jutge del Tribunal Suprem dels Estats Units Clarence Thomas. Després va treballar com a advocada al bufet novaiorquès Skadden, Arps, Slate, Meagher & Flom. El 1995 va aparèixer a la portada del The New York Times Magazine en connexió amb un reportatge sobre conservadors joves.
El 1996 va organitzar amb Jay P. Lefkowitz la primera Dark Ages Weekend en resposta a la Renaissance Weekend.

### Presentadora de televisió
Va tenir tres etapes com a presentadora de televisió. Primer va ser presentadora a MSNBC el 1996. A finals dels anys 1990 va ser comentarista a la CBS i va presentar el programa Watch It! a MSNBC. Al cap d'uns anys, al seu programa de ràdio, va començar a fer campanya per aconseguir un altre programa de televisió. Ho va aconseguir el 2008, quan Fox News li va donar un període de prova de tres setmanes per un nou programa titulat Just In. L'octubre de 2017 va esdevenir la presentadora d'un nou programa a Fox News, The Ingraham Angle.

### Presentadora de ràdio
Va estrenar The Laura Ingraham Show l'abril de 2001. Talkers Magazine el va qualificar del cinquè programa de ràdio dels Estats Units el 2012. El novembre de 2012 va rebutjar renovar el contracte però va estrenar un nom programa el 2 de gener de 2013 que es va cancel·lar el desembre de 2018. Ingraham continua produir material per podcasts.

### LifeZette
LifeZette és una pàgina web conservadora dels Estats Units fundada el 2015 per ella i l'empresari Peter Anthony. El gener de 2018 va confirmar que havia venut la majoria de LifeZette a The Katz Group, propietat del milionari canadenc Daryl Katz.

## Opinions polítiques i controvèrsies
El 2017 The New York Times la va descriure com a "nacionalista ardent". És una defensora fervent del president Donald Trump. El 2014 va ser una crítica dura de la reforma en immigració proposada, i el 2014 va dir que permetre que més treballadors immigrants anessin als Estats Units "tornaria obscena l'experiència americana". Es va oposar al pla de reforma bipartidista en immigració del Senat de 2013. Ha dit que les seves influències inclouen Ronald Reagan, Robert Bork i Pat Buchanan.

## Vida personal
Va anar a una església baptista fins que tenia dotze anys i després es va convertir al catolicisme romà. Va estudiar castellà i rus.
L'abril de 2005 va anunciar que s'havia sotmès a tractament per càncer de mama.
És mare soltera de tres fills: una nena de Guatemala adoptada el 2008, un nen de Rússia adoptat el 2009, i un nen adoptat el 2011.